# Elisabeth-Gymnasium Eisenach
Das Elisabeth-Gymnasium ist eines von zwei staatlichen Gymnasien der Stadt Eisenach in Thüringen. Das 1936 bis 1938 errichtete Schulgebäude ist eines der wenigen Zeugnisse der Architektur des Nationalsozialismus in Eisenach und steht unter Denkmalschutz. Namensgeber der Schule ist Elisabeth von Thüringen.

## Geschichte
Um den gestiegenen Bedarf an Schulen in der in den 1930er Jahren stark anwachsenden Stadt Eisenach zu decken, erwarb die Stadtverwaltung 1936 das Grundstück einer ehemaligen Gärtnerei in der Nebestraße im Nordwesten der Stadt und ließ darauf das Gebäude des heutigen Elisabeth-Gymnasiums errichten.
Am 13. August 1939 wurde die Schule als Hans-Schemm-Schule eröffnet, benannt nach dem 1935 verstorbenen Gauleiter der Bayerischen Ostmark Hans Schemm. Im Zweiten Weltkrieg wurde die Schule unter anderem als Lazarett und Offizierskasino genutzt. Bei den Kampfhandlungen des Zweiten Weltkrieges wurde das Gebäude stark beschädigt.
Nach Kriegsende wurden die Kriegsschäden beseitigt und die Schule zu Zeiten der DDR unter dem Namen Theodor-Neubauer-Oberschule als Polytechnische Oberschule betrieben. Bis 1960 nutzte zudem das Lehrerbildungsinstitut einen Teil der Räumlichkeiten, bis es in die Gebäude des Luther-Gymnasiums am Predigerplatz verlegt wurde.
Am 2. September 1991 wurde in der früheren Oberschule mit Beginn des Schuljahres 1991/92 eines von drei Gymnasien der Stadt Eisenach eröffnet. Seit dem 19. Juni 1992 trägt die Schule den Namen Elisabeth-Gymnasium. 1992 wurde eine Partnerschaft mit dem Gymnasium Elisabethschule Marburg eingegangen. Im selben Jahr gründete sich der „Verein der Freunde und Förderer des Elisabeth-Gymnasiums e. V.“.
Seit 1996 pflegt das Gymnasium Kontakte in die russische Kleinstadt Gussew (Gumbinnen) in der Oblast Kaliningrad und organisiert unter anderem regelmäßige Hilfsprojekte und -transporte für bedürftige Kinder eines dortigen Waisenhauses.
1996 wurde das Schülerprojekt „Leben unter dem Hakenkreuz – Spurensuche jüdischen Lebens in Eisenach“ mit dem Schülerfriedenspreis ausgezeichnet.
Seit dem Schuljahr 2012/13 ist die Schule Praktikumsschule der Friedrich-Schiller-Universität Jena und auch Seminarschule im Seminarschulverbund Eisenach (gemeinsam mit Ernst-Abbe-Gymnasium und Albert-Schweitzer-Gymnasium Ruhla, seit 2022 erweitert um die Gymnasien in Bad Salzungen und Gerstungen) und somit ein Ort der Lehrkräfteausbildung.

## Galerie

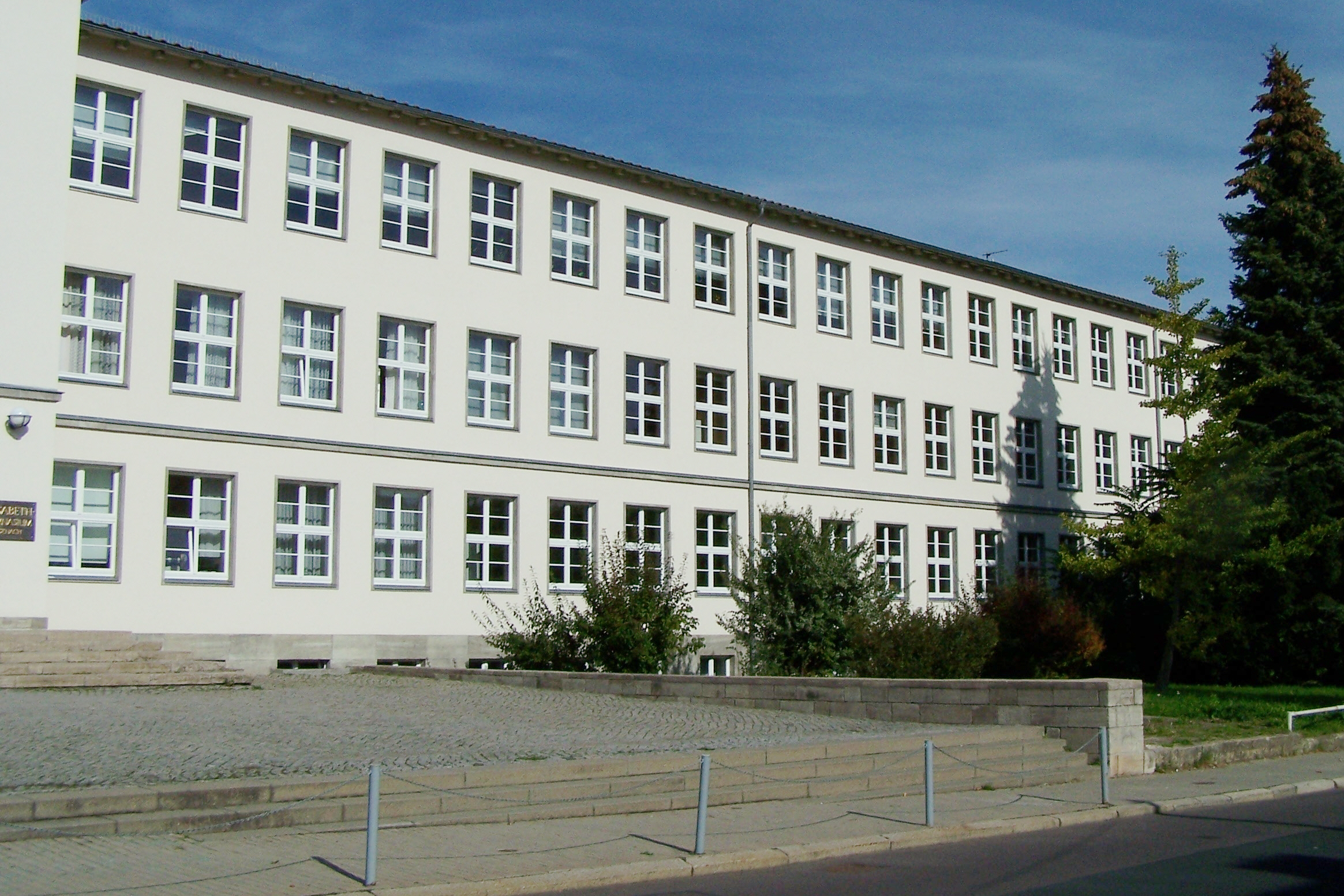
Fassade entlang der Nebestraße
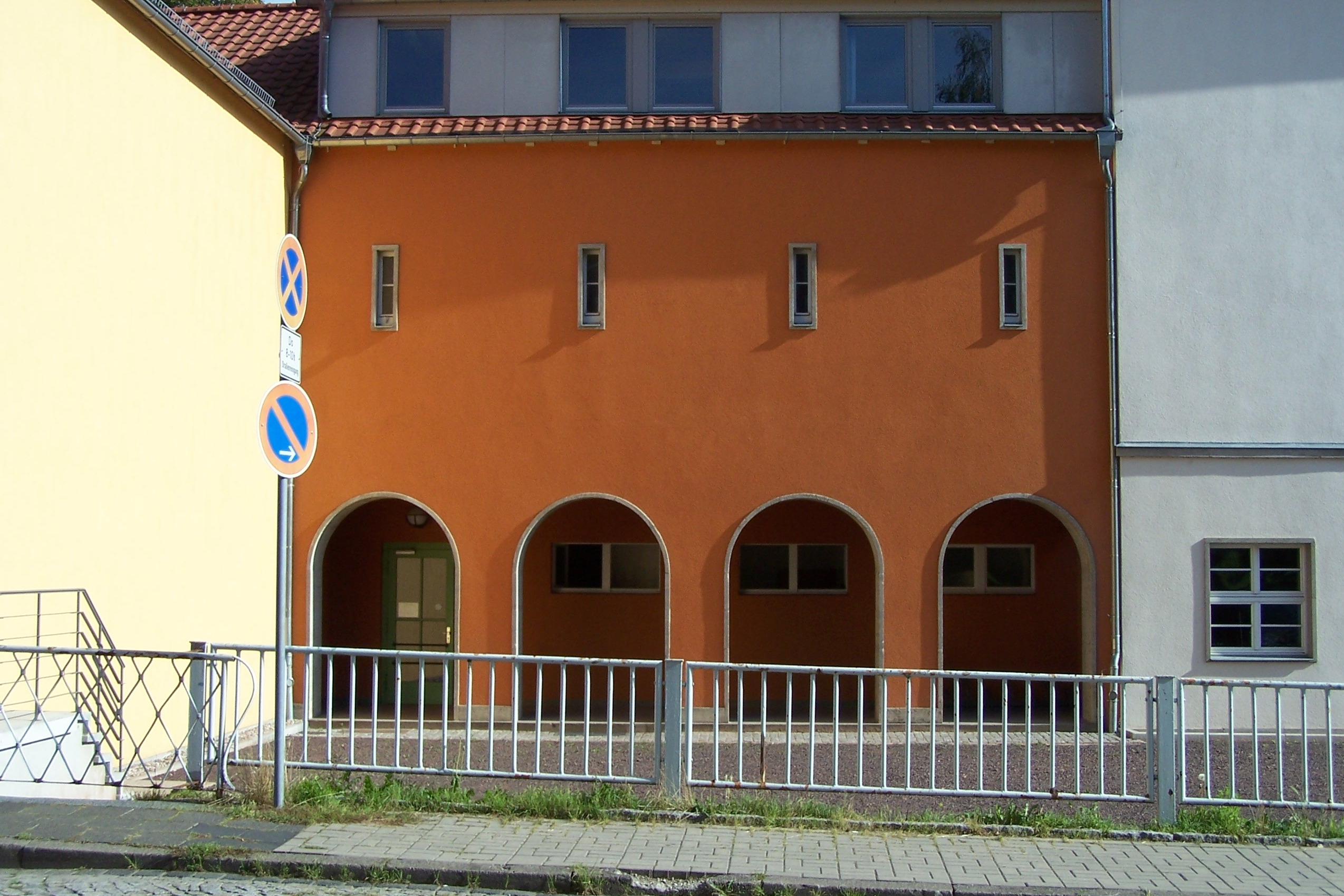
Kollonadengang an der Westseite
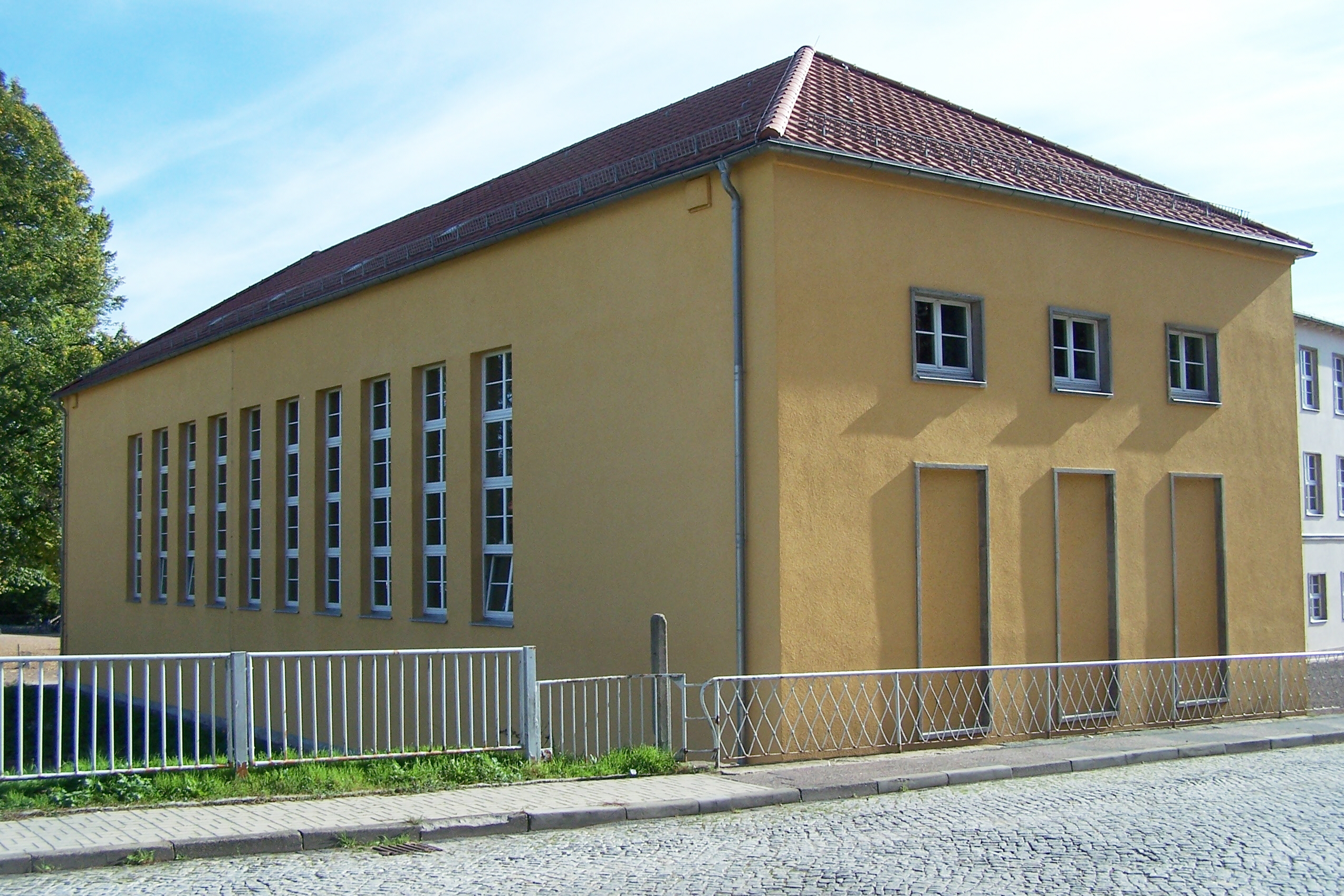
Turnhalle an der Zeppelinstraße
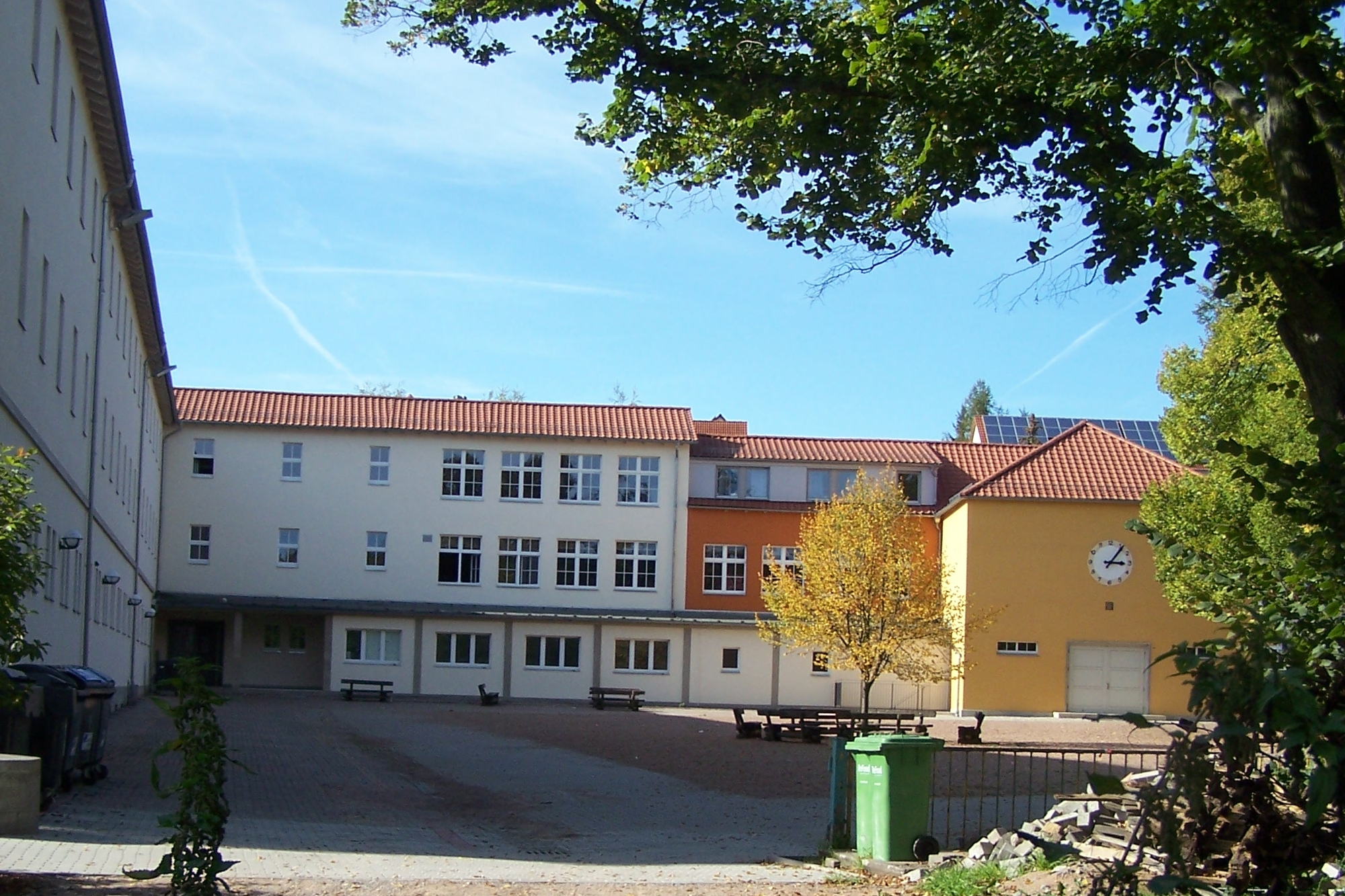
Innenhof
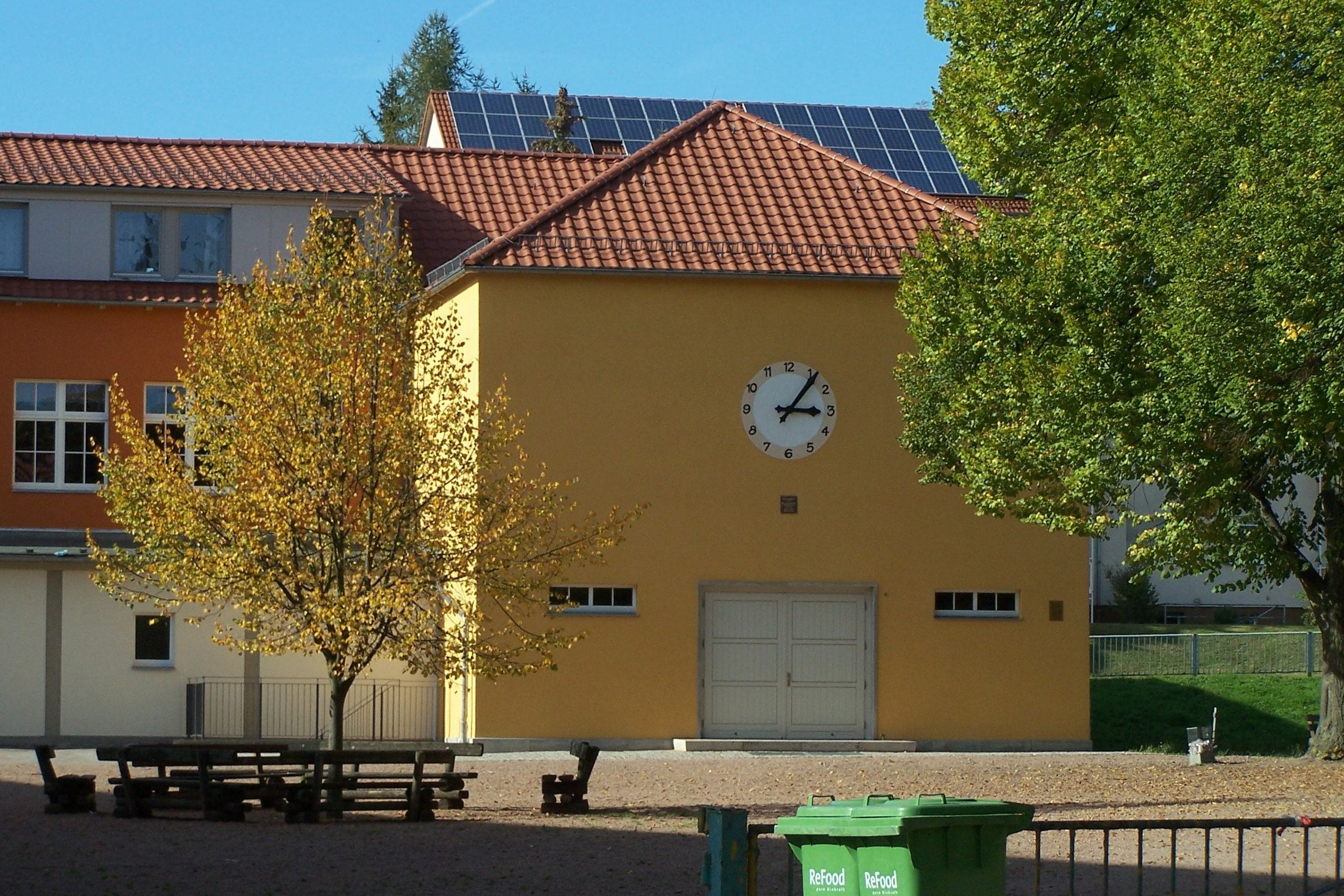
Turnhalle, Ostseite
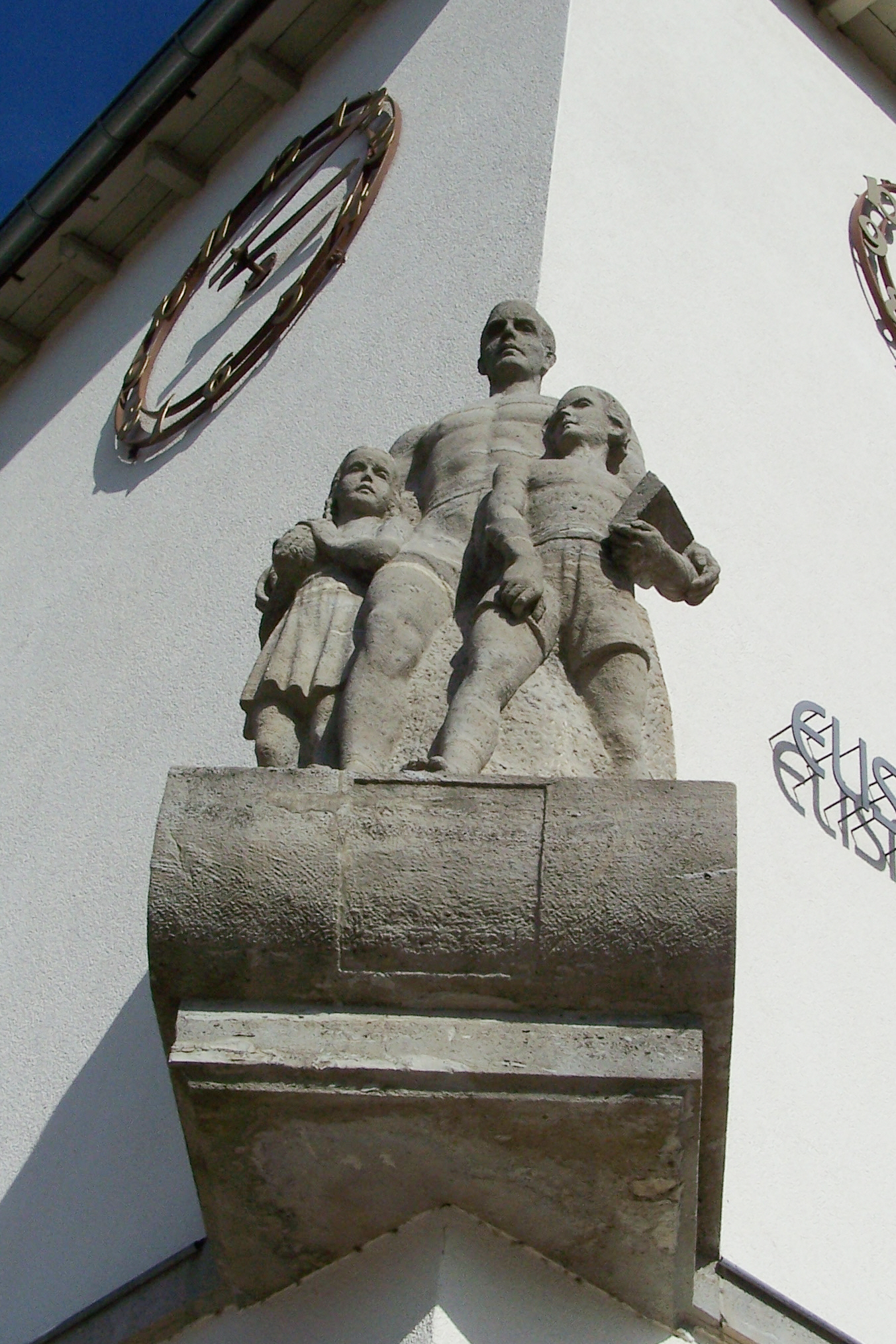
Figurengruppe „Erziehergruppe“ (1938) von Erich Windbichler[6] über dem Eingangsbereich

## Schulleiter
- 1992–2006: Gerhard Sippel
- 2006–2018: Roswitha Becker
- 2018–02/2023: Tino Nazareth
- 02/2023–10/2023: Gerald Taubert (kommissarisch)[7]
- seit 10/2023: Matthias Bückert[8]

## Bekannte Absolventen
- Christoph Jauernik (* 1984), Handballspieler und -trainer[9]
- Stefan Kneer (* 1985), Handballspieler[9]
- André Kaczmarczyk (* 1986), Schauspieler
- Donata Vogtschmidt (* 1998), Politikerin
- Valentina Busik (* 1998), Ärztin und Miss Germany 2025